# The Daily Telegraph
«Дейли телеграф» (англ. The Daily Telegraph, иногда просто The Telegraph) — ежедневная британская газета, основанная в 1855 году.
«Ежедневный телеграф» («Телеграф») — одна из наиболее популярных и многотиражных газет в Великобритании наряду с The Times, The Guardian и The Independent. Средний ежедневный тираж составляет более 600 тыс. экземпляров.

## История
Первый номер вышел 29 июня 1855 года как The Daily Telegraph & Courier. Основана полковником Артуром Слаем с единственной целью — критиковать герцога Кембриджского, будущего главнокомандующего британской армией. Через несколько месяцев газету выкупил издатель Джозеф Мозес Леви, владелец газеты The Sunday Times, решивший создать новую дешёвую газету, доступную широкому кругу читателей. 17 сентября 1855 года вышла обновлённая The Daily Telegraph & Courier. Название было сокращено до современного в 1856 году) как «самая большая, самая лучшая и самая дешёвая газета в мире». Тогда же газета стала лидером по тиражам в Великобритании.
В октябре 1937 года издание было объединено с The Morning Post (создана в 1772 году) и стало называться The Daily Telegraph & Morning Post и выходило под этим названием до 1969 года, когда ему было возвращено прежнее имя.
В 1939 корреспондент газеты Клэр Холингсворт сообщила о начале Второй мировой войны на страницах издания, после того как видела немецкие танки на польской границе.
В 1942 представители английской разведки отслеживали активность читателей, которые участвовали в конкурсе издания, предлагавшем разгадать кроссворд за 12 минут. Лучших пригласили на службу для участия в разгадке немецкого секретного шифра.
Через 19 лет — в 1961 году — была запущена воскресная газета «Сандей телеграф» (англ. The Sunday Telegraph, в 2013 году редакции объединены).
В том же году издание стало называться «Дэйли телеграф», и из приставки в названии ушла вторая его часть — «Морнинг пост».
В июне 1985 года часть акций газеты приобрёл канадский медиамагнат Конрад Блэк, завладевший в феврале 1986 года контрольным пакетом.
В 1994 издание первым в Британии запустило сайт.
В 2004 году после судебных разбирательств газета перешла за 665 миллионов фунтов стерлингов к компании братьев Барклай (которые также контролируют американскую Chicago Sun-Times и израильскую Jerusalem Post).
В 2016 году было запущено мобильное приложение.
В апреле 2020 года издание отказалось от публикации существовавшего более десяти лет в газете и на сайте раздела «China Watch», создававшегося китайскими государственными журналистами и оплачивавшегося государственной китайской газетой China Daily (цена размещения доходила до 750 тыс. фунтов стерлингов в год). Данный раздел был удалён и с сайта издания вместе с другим разделом, где воспроизводились материалы из официального издания китайской коммунистической партии People’s Daily Online. Создававшийся китайскими государственными журналистами контент придерживался оптимистичных взглядов на положение Китая в мире. Инцидент произошёл на фоне критики властей Китая из-за начавшейся там в конце 2019 года эпидемии COVID-19, к весне 2020 года распространившейся на остальную часть света; и попыток властей КНР использовать иностранные медиа для оправдания и снятия ответственности с себя. Аналогичные действия предприняли американские газеты The Wall Street Journal и The New York Times.
21 июня 2022 года Роскомнадзор по требованию Генпрокуратуры ограничил доступ к статье от 23 февраля о российском вторжении на Украину на сайте издания The Telegraph, в связи с чем в России недоступен весь сайт британского СМИ.
В июне 2023 г. стало известно, что Daily и Sunday Telegraph будут выставлены на продажу Bank of Scotland для погашения невыплаченных кредитов семьи Баркли на 1 млрд ф. с. К этому моменту газета имела 750 тыс. подписчиков, в 2022 г. зафиксировав прибыль в 30 млн. ф.с. 22 мая 2025 г. американская инвестиционная компания RedBird Capital Partners сообщила о покупке Telegraph Media Group за 500 млн. ф. с.

## Структура издания
Современная The Daily Telegraph состоит из трёх постоянных разделов: Main News, Business и Sport. Кроме того ежедневно выходят тематические рубрики. В понедельник — Features (арт-аукционы, твой бизнес, искусство, мода, здоровье и хорошее самочувствие); во вторник — Features (общение, искусство, стиль, здоровье), в среду — Features (наука, здоровье, искусство, образование), в четверг — Features (искусство, стиль, закон), Недвижимость Лондона, Специальное приложение The New York Times, в пятницу — Features (здоровье, искусство, мода, кино), в субботу — Features (родители и образование, деревня, мода, дом, еда и напитки, шоппинг), Telegraph magazine, телевидение и радио, твои деньги, автомобили, путешествия, недвижимость, искусство+книги, садоводство, уикенд.

## Политические взгляды
Daily Telegraph политически консервативна и поддерживает Консервативную партию на всех всеобщих выборах в Великобритании с 1945 года. Личные связи между редакторами газеты и руководством Консервативной партии, а также в целом правая позиция газеты и влияние на консервативных активистов привели к тому, что газету обычно называют, особенно в Private Eye, не иначе как Torygraph. Газета сохраняла верность партии даже после периода резкого падения рейтингов партии и усиления лейбористов, продолжавшегося с 1997 по 2005 год.
Во время референдума о независимости Шотландии в 2014 году газета поддержала кампанию «Лучше вместе» за ответ «Нет».
На референдуме о членстве Соединённого Королевства в Европейском союзе в 2016 году она поддержала голосование за выход из ЕС.
Во время выборов руководства консерваторов в 2019 году The Daily Telegraph поддержала своего бывшего обозревателя Бориса Джонсона.
В 2019 году бывший обозреватель Грэм Нортон, покинувший газету в конце 2018 года, сказал, что «примерно за год до того, как я ушел, все изменилось», и раскритиковал её за «токсичную» политическую позицию, а именно за статью в защиту номинанта в члены Верховного суда США Бретта Кавано и за то, что газета была «рупором Бориса Джонсона», чьи колонки якобы публиковались «вообще без проверки фактов».
В 2015 году газета была оштрафована на 30 тысяч фунтов стерлингов за «рассылку нежелательного электронного письма сотням тысяч своих подписчиков с призывом голосовать за консерваторов».

## Известные журналисты газеты
- Фердинандо Петруччелли делла Гаттина
- Селия Уолден
- Колин Уэлч[22]

## Редакторы газеты
- 1855—1873 — Торнтон Ли Хант[англ.]
- 1873—1888 — Эдвин Арнольд
- 1888—1923 — Джон ле Саж[англ.]
- 1923—1924 — Фред Миллер
- 1924—1950 — Артур Уотсон[англ.]
- 1950—1964 — Колин Кут[англ.]
- 1964—1974 — Морис Грин[англ.]
- 1974—1986 — Билл Дидс[англ.]
- 1986—1995 — Макс Гастингс
- 1995—2003 — Чарльз Мур[англ.]
- 2003—2005 — Мартин Ньюланд[англ.]
- 2005—2006 — Джон Брайант
- 2007—2009 — Уильям Льюис[англ.]
- 2009—2014 — Тони Галлагер[англ.]
- 2014 — настоящее время — Крис Эванс

## Sunday Telegraph
The Sunday Telegraph — воскресное дополнение The Daily Telegraph, основанное 5 февраля 1961 года. На декабрь 2019 года тираж The Sunday Telegraph составляет 248 288 экз.

## Критика
На родине издания высказывалась критика в адрес газеты из-за сотрудничества с российскими СМИ. «Дэйли телеграф» ежемесячно выпускает приложение «Russia Beyond the Headlines» в печатном и электронном виде, которое ранее принадлежало проправительственной «Российской газете», а с 2017 года перешло под управление Russia Today. По мнению критиков, это происходит несмотря на декларируемую враждебность по отношению к режиму Владимира Путина после катастрофы «Боинга» MH17. Утверждалось, что российские партнеры ежемесячно выплачивали по 40 000 фунтов стерлингов за сотрудничество.